# Clube de Regatas do Flamengo (femenino)
El Clube de Regatas do Flamengo, conocido simplemente como Flamengo, es un club de fútbol femenino de la ciudad de Río de Janeiro, Brasil.
Juega en el Campeonato Brasileño de Fútbol Femenino desde 2015. Además disputa el Campeonato Carioca.

## Historia
Fundado originalmente en 1995, el equipo fue descontinuado. Flamengó volvió a instaurar la sección femenina en 2015 para disputar el Campeonato Brasileño de Fútbol Femenino; el club disputa el torneo en asociación con la Marina de Brasil.

## Palmarés
| Competición nacional     | Títulos                                        | Subcampeonatos   |
| ------------------------ | ---------------------------------------------- | ---------------- |
| Primera División (1/0)   | 2016                                           |                  |
| Campeonato Carioca (8/3) | 2015, 2016, 2017, 2018, 2019, 2021, 2023, 2024 | 1997, 1999, 2000 |